# Karytena
Karytaina (Grieks: Καρύταινα) is een stad in de deelgemeente (dimotiki enotita) Gortyna van de fusiegemeente (dimos) Megalopoli, in de Griekse bestuurlijke regio (periferia) Peloponnesos.
Karytaina ligt aan de verbindingsweg tussen Megalopoli naar Pyrgos. Aan de voet van het dorp slingert zich de rivier de Alpheüs tussen de rotsen door.
Het stadje wordt gedomineerd door een kruisvaardersburcht uit de 13e eeuw, toen Karytaina de residentie was van een "Frankische" baronie. Ze werd gebouwd in 1254 voor Hugues de Bruyères en kwam daarna in handen van zijn zoon Geoffroy de Bruyères, "Heer van Karýtena", wiens wapenfeiten verhaald worden in de "Kroniek van Morea". In 1320 werd de burcht overgenomen door keizer Andronicus II Paleologus. Tijdens de Vrijheidsoorlog hield Kolokotronis er verblijf: in 1826 daagde hij Ibrahim Pasja uit hem daar te komen halen en de burcht overleefde een Turkse belegering. Van de vorstelijke woonvertrekken blijven enkel ruïnes over.
Van op de moderne brug over de Alpheüs ziet men beneden een middeleeuwse brug (gebouwd in de 13e eeuw, maar in zijn huidige vorm daterend uit 1439) die intussen in onbruik raakte. Van de oorspronkelijke zes brugbogen blijven er nog vier over. In een van de pijlers is een kleine kapel ondergebracht. Het stadje bezit ook een tweetal kerken.